# Sân vận động World Cup Seoul
Sân vận động World Cup Seoul (tiếng Hàn: 서울월드컵경기장), còn được biết đến với tên gọi là Sân vận động Sangam, là một sân vận động nằm ở 240, World Cup-ro, Mapo-gu, Seoul, Hàn Quốc. Sân được sử dụng chủ yếu cho các trận đấu bóng đá. Sân được xây dựng để phục vụ cho Giải vô địch bóng đá thế giới 2002 và được khánh thành vào ngày 10 tháng 11 năm 2001. Hiện tại, đây là sân vận động lớn thứ hai ở Hàn Quốc chỉ sau Sân vận động Olympic Seoul và là sân vận động hình chữ nhật lớn thứ hai ở châu Á (sau Sân vận động Quốc tế Jakarta của Indonesia). Sân được thiết kế để đại diện cho hình ảnh của một con diều truyền thống của Hàn Quốc. Sân vận động có sức chứa 66.704 chỗ ngồi, bao gồm 816 ghế VIP, 754 ghế cho các nhà báo và 75 hộp sang trọng riêng, mỗi phòng có sức chứa từ 12 đến 29 người. Do lắp đặt ghế ngồi, sức chứa đã giảm từ 66.806 chỗ ngồi xuống còn 66.704 chỗ ngồi vào tháng 2 năm 2014. Sau kỳ World Cup 2002, nơi đây được quản lý bởi Tập đoàn quản lý cơ sở vật chất thành phố Seoul (SMFMC). FC Seoul chuyển sân nhà đến Sân vận động World Cup Seoul vào năm 2004.

## Thiết kế
Sân vận động World Cup Seoul, sân vận động dành riêng cho bóng đá lớn nhất châu Á, nổi tiếng với thiết kế mang đậm nguồn gốc Hàn Quốc. Mái che có hình dạng độc đáo của một con diều truyền thống của Hàn Quốc, cao 50 mét, được hỗ trợ bởi 16 cột buồm, và che phủ 90% số ghế sân vận động. Được bọc bằng vải sợi thủy tinh và kính polycarbonate, mái che của sân trông như thể được làm từ hanji - giấy truyền thống của Hàn Quốc. Vào ban đêm, các ánh đèn chiếu vào trong sân vận động một ánh sáng ấm áp, mềm mại, giống như ánh sáng chiếu qua giấy của một chiếc đèn truyền thống của Hàn Quốc.

## Các sự kiện bóng đá lớn

### Giải vô địch bóng đá thế giới 2002
Sân vận động World Cup Seoul là một trong những địa điểm tổ chức Giải vô địch bóng đá thế giới 2002, và đã tổ chức các trận đấu sau:
| Ngày                | Đội #1     | Kết quả | Đội #2     | Vòng    |
| ------------------- | ---------- | ------- | ---------- | ------- |
| 31 tháng 5 năm 2002 | Pháp       | 0–1     | Sénégal    | Bảng A  |
| 13 tháng 6 năm 2002 | Thổ Nhĩ Kỳ | 3–0     | Trung Quốc | Bảng C  |
| 25 tháng 6 năm 2002 | Hàn Quốc   | 0–1     | Đức        | Bán kết |

### Giải vô địch bóng đá U-17 thế giới 2007
Sân vận động World Cup Seoul là một trong những địa điểm tổ chức Giải vô địch bóng đá U-17 thế giới 2007, và đã tổ chức các trận đấu sau:
| Ngày               | Đội #1      | Kết quả                | Đội #2  | Vòng               |
| ------------------ | ----------- | ---------------------- | ------- | ------------------ |
| 9 tháng 9 năm 2007 | Ghana       | 1–2                    | Đức     | Trận tranh hạng ba |
| 9 tháng 9 năm 2007 | Tây Ban Nha | 0–0 (h.p.) (0–3 ph.đ.) | Nigeria | Chung kết          |

### Chung kết AFC Champions League 2013
Sân vận động World Cup Seoul là nơi diễn ra trận đấu lượt đi của chung kết AFC Champions League 2013.
| FC Seoul                      | 2–2      | Quảng Châu Hằng Đại       |
| ----------------------------- | -------- | ------------------------- |
| Escudero 11' · Damjanović 83' | Chi tiết | Elkeson 30' · Gao Lin 58' |

## Đội thuê sân
- Sân nhà của Đội tuyển bóng đá quốc gia Hàn Quốc từ năm 2001.
- Sân nhà của câu lạc bộ K League 1 FC Seoul từ năm 2004.[6]

## Sự kiện
- 2004: Rạp chiếu phim đa kênh Sangam CGV tại World Cup Mall tại Sân vận động đã được sử dụng làm địa điểm quay phim cho bộ phim truyền hình Chuyện tình Paris của đài truyền hình Seoul (SBS). Sân được sử dụng làm CSV điện ảnh của Baek Seung-kyung, vợ cũ của Ki-joo, do Park Shin-yang thủ vai, cũng là nơi Tae-young, do Kim Jung-eun thủ vai, làm việc và có bữa tiệc pajama.[7]
- Liên hoan bài hát châu Á lần thứ 4, 5 và 6 do Quỹ trao đổi văn hóa quốc tế Hàn Quốc (KOFICE) tổ chức, từ năm 2007 đến 2009.[8][9][10]
- 2009 Dream Concert – 10 tháng 10 năm 2009[11]
- 2010 Dream Concert – 22 tháng 5 năm 2010[12]
- 2011 Dream Concert – 28 tháng 5 năm 2011
- 2012 Dream Concert – 12 tháng 5 năm 2012
- Psy's Happening Concert – 13 tháng 4 năm 2013
- 2013 Dream Concert – 11 tháng 5 năm 2013
- 2014 Dream Concert's 20th Anniversary: I Love Korea – 7 tháng 6 năm 2014
- S.M. Entertainment's SM Town Live World Tour IV – 15 tháng 8 năm 2014
- Chung kết thế giới Liên Minh Huyền Thoại 2014 – 19 tháng 10 năm 2014
- 2015 I Love Korea Dream Concert – 23 tháng 5 năm 2015
- Sechs Kies's Reunion Concert – 14 tháng 4 năm 2016
- Buổi hòa nhạc kỷ niệm 10 năm của Big Bang – 20 tháng 8 năm 2016
- 2017 Dream Concert – 3 tháng 6 năm 2017[13]
- G-Dragon – Act III: M.O.T.T.E World Tour – 10 tháng 6 năm 2017
- S.M. Entertainment's SM Town Live World Tour VI – 8 tháng 7 năm 2017
- 2018 Dream Concert – 12 tháng 5 năm 2018
- 2019 Dream Concert – 18 tháng 5 năm 2019
- Màn trình diễn thu âm trước của BTS tại Giải thưởng Âm nhạc Châu Á Mnet 2020 - 6 tháng 12 năm 2020